# Chicago and Southern Air Lines
Chicago and Southern Air Lines (C&S) war eine US-amerikanische Fluggesellschaft, die als Pacific Seaboard Air Lines in Kalifornien gegründet wurde und am 15. Juni 1933 ihren Betrieb aufnahm. Nach dem Umzug aus Kalifornien befand sich der Hauptsitz der Fluggesellschaft zunächst in St. Louis in Missouri und wurde dann nach Memphis verlegt, das der Fluggesellschaft auch als Drehkreuz diente. C&S wurde 1953 mit Delta Air Lines fusioniert, wodurch Delta seine ersten internationalen Strecken erhielt.

## Geschichte
Der erste Flug der Pacific Seaboard Air Lines wurde am 23. Juni 1933 mit der einmotorigen Bellanca CH-300 “Miss San Jose” von Carleton Putnam durchgeführt, der eine Fluglizenz besaß. Für den Betrieb in Kalifornien wurden drei Bellanca CH-300 eingesetzt. Die neue Fluggesellschaft beförderte nur Passagiere an der Westküste Kaliforniens auf der Flugstrecke, die als The Scenic Route beworben wurde. Diese Flugroute verlief entlang der kalifornischen Küste von Los Angeles (vom Grand Central Air Terminal in Glendale nach San Francisco). Sieben Ziele in der Nähe oder am Pazifik wurden angeflogen, darunter Santa Barbara, Santa Maria, San Luis Obispo, El Paso de Robles, Monterey, Salinas und San José. Für kurze Zeit flog die Pacific Seaboard Air Lines auch von San Francisco in die Hauptstadt Kaliforniens, Sacramento. Die Hauptkonkurrenz auf der Strecke Los Angeles – San Francisco war United Airlines mit zweistrahligen Boeing 247 für zehn Passagiere. United, die auch die San Joaquin Valley Route in Kalifornien bediente, hatte den United States Airmail Service Vertrag und verfügte über komfortablere Flugzeuge. Putnam beschloss, dass die einzige Möglichkeit, im Geschäft zu bleiben, darin bestand, einen Vertrag mit der U.S. Air Mail zu bekommen. Das Transportaufkommen in vier Monaten und einer Woche belief sich auf 1113  beförderte Passagiere.

## Luftpostdienst
Am 9. Februar 1934 kündigte Präsident Franklin D. Roosevelt alle U.S.-Postverträge. Die US-Armee betrieb den Luftpostdienst einige Wochen lang, dann schrieb die Regierung neue Angebote für die Luftpostrouten aus. Putnam erhielt den Zuschlag für die Luftpoststrecke 8 zwischen Chicago und New Orleans über Peoria , Springfield , St. Louis, Memphis  und Jackson . Zu diesem Zweck wurden zwei weitere Bellanca CH-300 erworben, womit die Flotte auf fünf Flugzeuge anwuchs. Putnam musste den Dienst innerhalb von 30 Tagen aufnehmen, da er sonst seine 50.000−Dollar−Erfüllungsgarantie (englisch performance bond) verwirkt hätte. Der Luftpostdienst wurde am 3. Juni 1934 aufgenommen und der Passagierdienst begann am 13. Juni mit fünf Bellancas. Die Flugroute erhielt den werbenden Namen The Valley Level Route, wobei die Fluggesellschaft 1935 ihren Namen in Chicago and Southern Air Lines änderte. Der Flugplan von Chicago & Southern vom 1. Juni 1940 beschrieb die “Valley Level Route” als “900 Miles of Flat Country” zwischen Chicago und New Orleans über Memphis. Die angeflogenen Flughäfen wurden als „Fine Airports“ und die Airline selbst als „Splendid Airway“ (deutsch „großartige Fluggesellschaft“) bezeichnet.

## Passagierbetrieb
Chicago and Southern flogen weiterhin Nord-Süd-Routen im Mittleren Westen und brachten Flugdienste zu kleineren Märkten wie Evansville , Indiana und Paducah. 1940 erwarb die Fluggesellschaft ihre erste Douglas DC-3 und betrieb diesen Typ bis zur Fusion mit Delta Air Lines im Jahr 1953. Nach dem Zweiten Weltkrieg wurden auch einige viermotorige Douglas DC-4 eingesetzt.
Ab 1946 wurden die DC-4 auf internationalen Flüge von Houston und New Orleans nach Havanna, Ciudad Trujillo, Kingston und Caracas in Venezuela eingesetzt. Der Flugplan der Chicago and Southern Air Lines vom 1. Januar 1947 enthielt alle diese Ziele sowie Aruba, Camagüey, Curaçao, Port au Prince und San Juan. Es wird jedoch angenommen, dass diese zusätzlichen Ziele zu diesem Zeitpunkt nicht angeflogen wurden, obwohl möglicherweise Rechte für den Personenverkehr erteilt oder beantragt worden waren.
Im Oktober 1950 nahm C&S die erste von sechs Lockheed L-649A Constellations in Empfang. Diese größeren Verkehrsflugzeuge, die neben einer Druckkabine auch eine Klimaanlage enthielten, wurden von Chicago und St. Louis nach Houston, Memphis, New Orleans, Havanna, Kingston und Caracas in Dienst gestellt.
Am 5. Januar 1953 wurde ein neuer Flugdienst von New Orleans nach San Juan, Puerto Rico, eröffnet. Laut Flugplan der C&S trug dieser Dienst den Namen “Hai-Drico Rocket” und wurde einmal wöchentlich mit einer “New Luxury Constellation” auf der Strecke Memphis – New Orleans – Port au Prince – Ciudad Trujillo (seit 1961 wieder Santo Domingo) – San Juan in Richtung Süden betrieben, wobei der Rückflug in Richtung Norden von Memphis aus nach St. Louis und Chicago ging.

## Flugziele im Jahr 1950
Laut Systemflugplan der Chicago & Southern Air Lines vom 1. Oktober 1950 bediente die Fluggesellschaft folgende inländische und internationale Ziele:

### Inländische Ziele
- Beaumont/Port Arthur
- Chicago – Midway Airport
- Detroit
- Fort Wayne
- El Dorado
- Evansville
- Greenwood
- Hot Springs
- Houston – William P. Hobby Airport
- Indianapolis
- Jackson
- Kansas City
- Little Rock
- Memphis – Drehkreuz und Hauptsitz der Fluggesellschaft
- New Orleans
- Paducah
- Pine Bluff
- St. Louis
- Shreveport
- Springfield
- Terre Haute
- Toledo

Mitte der 1940er Jahre bediente die Fluggesellschaft auch Peoria.

### Internationale Ziele
- Caracas (Venezuela)
- Havanna (Kuba)
- Kingston (Jamaika)

Aruba und Curacao auf den Niederländischen Antillen sowie Montego Bay in Jamaika sind zwar auf der Streckenkarte des Chicago & Southern Systemflugplans vom 1. Oktober 1950 aufgeführt; allerdings wurden in diesem Flugplan zu diesem Zeitpunkt keine Linienflüge der Fluggesellschaft zu diesen Zielen verzeichnet.
Die täglich von Chicago & Southern angebotene internationale Strecke Chicago – St. Louis – Memphis – New Orleans – Havanna – Kingston – Caracas wurde von der Fluggesellschaft als “The Caribbean Comet” benannt und mit einer viermotorigen Douglas DC-4 durchgeführt.

## Flotte im Jahr 1950
Der Systemflugplan von Chicago & Southern vom 1. Oktober 1950 führt drei Flugzeugtypen auf, die zu diesem Zeitpunkt von der Fluggesellschaft eingesetzt wurden:
- Douglas DC-3
- Douglas DC-4 Skymaster
- Lockheed Constellation (Typ L-649A & L-749)

Laut C&S-Flugplan nutzte die Fluggesellschaft 1953 die zweimotorige Martin 4-0-4 “Skyliner” der Trans World Airlines (TWA) über eine Vereinbarung mit derselben auf “Thru-Plane”-Umsteigeflügen (im Flugplan der Verkehrsknotenpunkt) zwischen Houston, Pittsburgh und New York City ein, aber dafür nicht mehr die eigenen Douglas DC-4.
Vor 1950 betrieb die Chicago & Southern die folgenden Flugzeugtypen:
- Bellanca CH-300 Pacemaker
- Curtiss K-6 Oriole
- Lockheed Modell 10 Electra (Model 10B)
- Stinson SM-6000

## Fusion mit Delta Air Lines
Am 1. Mai 1953 fusionierte C&S mit Delta Air Lines, wodurch Delta Zugang zum Great Lakes-Streckennetz im oberen Mittleren Westen der USA, sowie zu zusätzlichen Zielen im südlichen Zentrum der USA erhielt, darunter zum ersten Mal Houston und, was besonders wichtig war, zu Punkten in der Karibik und Venezuela, wodurch Delta seine ersten internationalen Routen erhielt. In den folgenden zwei Jahren firmierte die Fluggesellschaft als Delta-C&S.

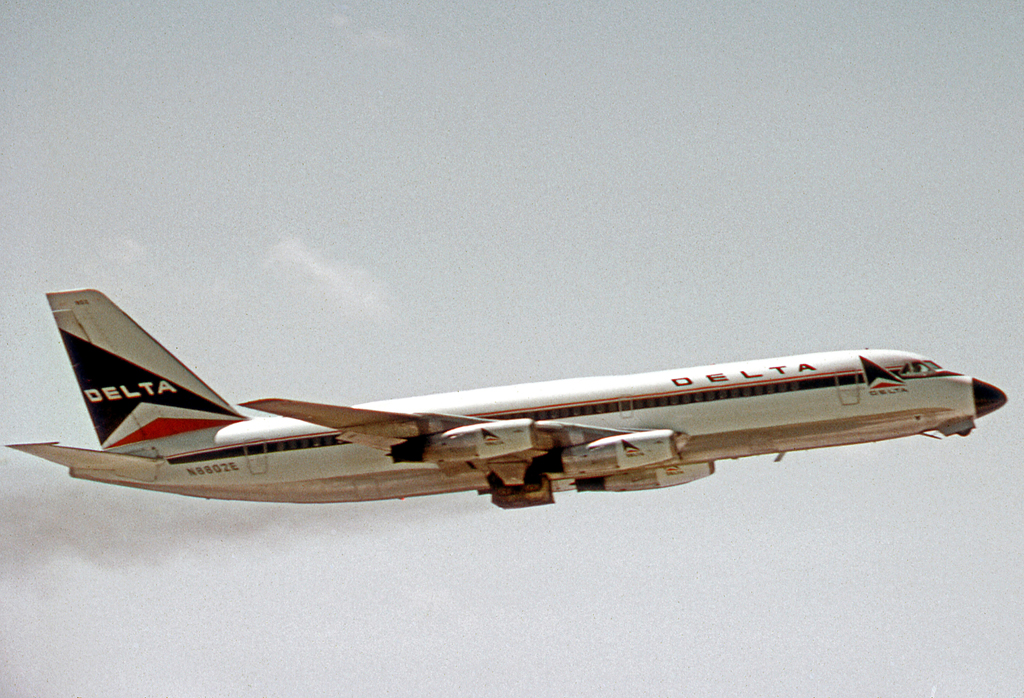
Aufnahme einer Delta Convair 880 (mit der Registrierung N8802E) aus dem Jahr 1972

Delta nutzte die von Chicago & Southern „geerbte“ internationale Streckenkompetenz von New Orleans und nahm einen seiner ersten internationalen Jet-Dienste auf. 1962 setzte Delta die damals neuen Convair 880-Düsenflugzeuge auf der Strecke San Francisco (SFO) – Dallas (DAL) – New Orleans (MSY) – Montego Bay (MBJ) – Caracas (CCS) ein. Nach der Übernahme von Chicago & Southern setzte Delta Mitte der 1950er Jahre auf ihren internationalen Flügen in die Karibik und nach Venezuela sowohl ehemalige C&S-Lockheed-Constellation-Flugzeuge als auch “Super”-Convair 340-Propellerflugzeuge ein. Ende der 1950er Jahre hatte Delta die Constellations ersetzt und setzte auf diesen Strecken neben den Convairs auch Douglas DC-7-Propellerflugzeuge ein. Die Fluggesellschaft führte dann die Umstellung auf Jetbetrieb mit Convair 880-Flugzeugen ein, gefolgt von Douglas DC-8-Düsenflugzeugen, darunter auch verlängerte Super DC-8 auf den Karibik- und Venezuela-Routen. Nach Angaben des Official Airline Guide (OAG) führte Delta Air Lines Ende 1979 täglich Großraumflüge mit einer Lockheed L-1011 TriStar nonstop zwischen New Orleans und San Juan, durch.

## Zwischenfälle
- Am 5. August 1936 stürzte eine Lockheed Model 10 Electra der Chicago and Southern Air Lines mit der Flugnummer Chicago and Southern Flight 4 in der Nähe von St. Louis, Missouri, ab. Alle 8 Passagiere und die Besatzung kamen bei dem Unfall ums Leben.[23]